# ایفتا
ایفتا (به آلمانی: Ifta) یک شهر در آلمان است که در وارتبورگکرایس واقع شده‌است. ایفتا ۱٬۲۶۵ نفر جمعیت دارد.